# Dimmit megye
Dimmit megye az Amerikai Egyesült Államokban, azon belül Texas államban található. Megyeszékhelye és legnagyobb városa Carrizo Springs. Lakosainak száma 8615 fő (2020. április 1.). Dimmit megye Zavala, Frio, La Salle, Webb és Maverick megyékkel határos.

## Népesség
A megye népességének változása:
| Lakosok száma | 10 032 | 10 093 | 10 481 | 10 897 | 10 980 | 8615 |
|               | 2010   | 2011   | 2012   | 2013   | 2015   | 2020 |